# DGP (賞)
DGP（ディージーピー）は、デジタルイメージングの総合アワード。オーディオビジュアル関連製品に関して、日本国内最大級を誇るアワード。株式会社音元出版主催。

## 概要
DGP（デジタルカメラグランプリ）は、デジタルイメージングにまつわる機器、アクセサリなどを対象とした総合アワード。プロの写真家、評論家および全国の有力量販店が審査する。

## 審査

### 審査委員
写真家など10名が審査委員となっている。

### 審査協力店
エディオン、カメラのキタムラ、ケーズデンキ、コイデカメラ、コジマ、ジョーシン、ソフマップ、ビックカメラ、100満ボルト、マップカメラ、ヤマダ電機、ヨドバシカメラ